# Sulfassalazina
Sulfassalazina é um fármaco antimicrobiano que interfere na síntese do folato nas bactérias. É comumente vendido sob a marca Azulfin. Possui ação antirreumatoide e também é utilizada no tratamento da doença intestinal inflamatória crônica.